# Lázaro (película)
Lázaro es una película documental colombiana de 2020 dirigida y escrita por José Alejandro González Vargas. Estrenada el 21 de septiembre de 2020 en la plataforma Mowies, la película hizo parte de la Selección Nacional de Largometrajes en el Festival Internacional de Cine de Cali en 2019 y en la Competencia Al Este Itinerante del Festival de Cine del Este en Perú en 2020.

## Sinopsis
El documental retrata el viaje de un padre a lo más recóndito de sus recuerdos. Al darse cuenta de que padecía de alzhéimer, decidió reunir a su exesposa, quien regresó para cuidarlo en sus momentos más difíciles, y a su hijo, quien retornó al hogar después de un largo viaje para tratar de curar las heridas del pasado y recuperar al menos por un instante el núcleo de su familia.

## Reparto
- Lázaro González Mejía
- Luz Pilar Vargas Roldán
- José Alejandro González Vargas